# كونراد راوتنباخ
كونراد راوتنباخ (بالإنجليزية: Conrad Rautenbach)‏ مواليد 12 نوفمبر 1984، هو سائق راليات زيمبابوي بدأ مسيرته في سنة 2001. كان أول رالي له هو رالي مونت كارلو 2004. شارك في بطولة العالم للراليات.

## روابط خارجية
- كونراد راوتنباخ على موقع Rallye-info.com (الإنجليزية)
- كونراد راوتنباخ على موقع eWRC-results.com (الإنجليزية)